# Canal Vauban

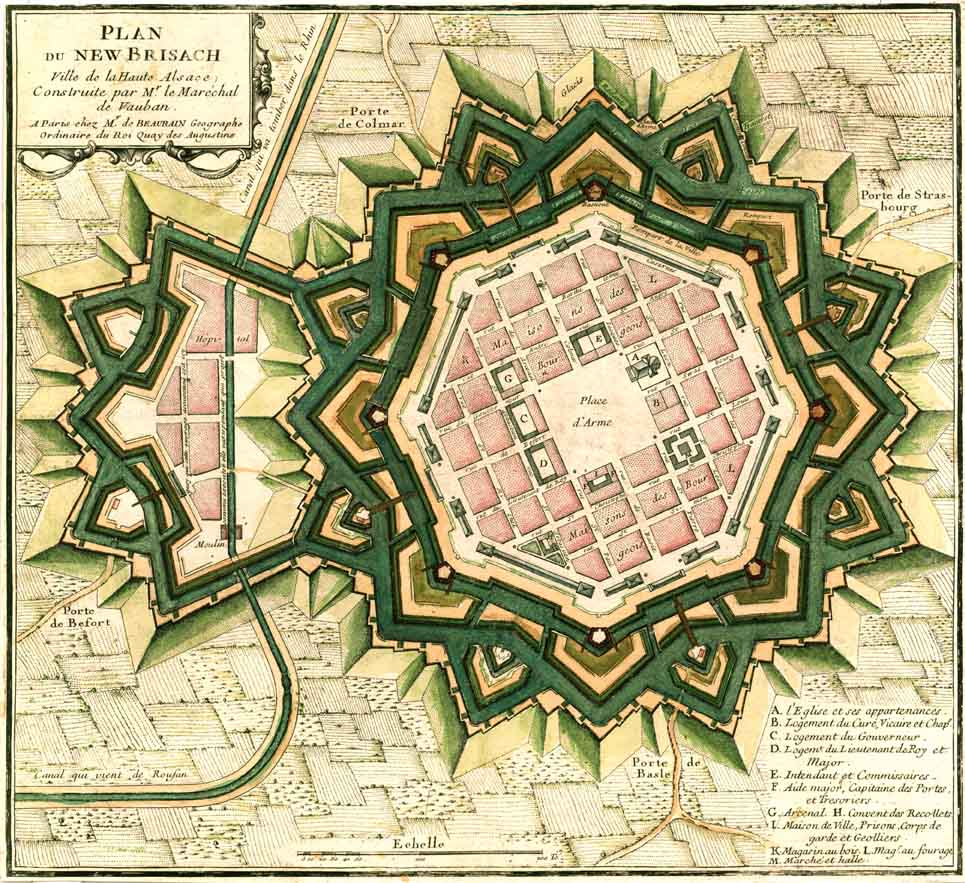
Plan der Feste Neuf-Brisach mit dem Kanal links unten

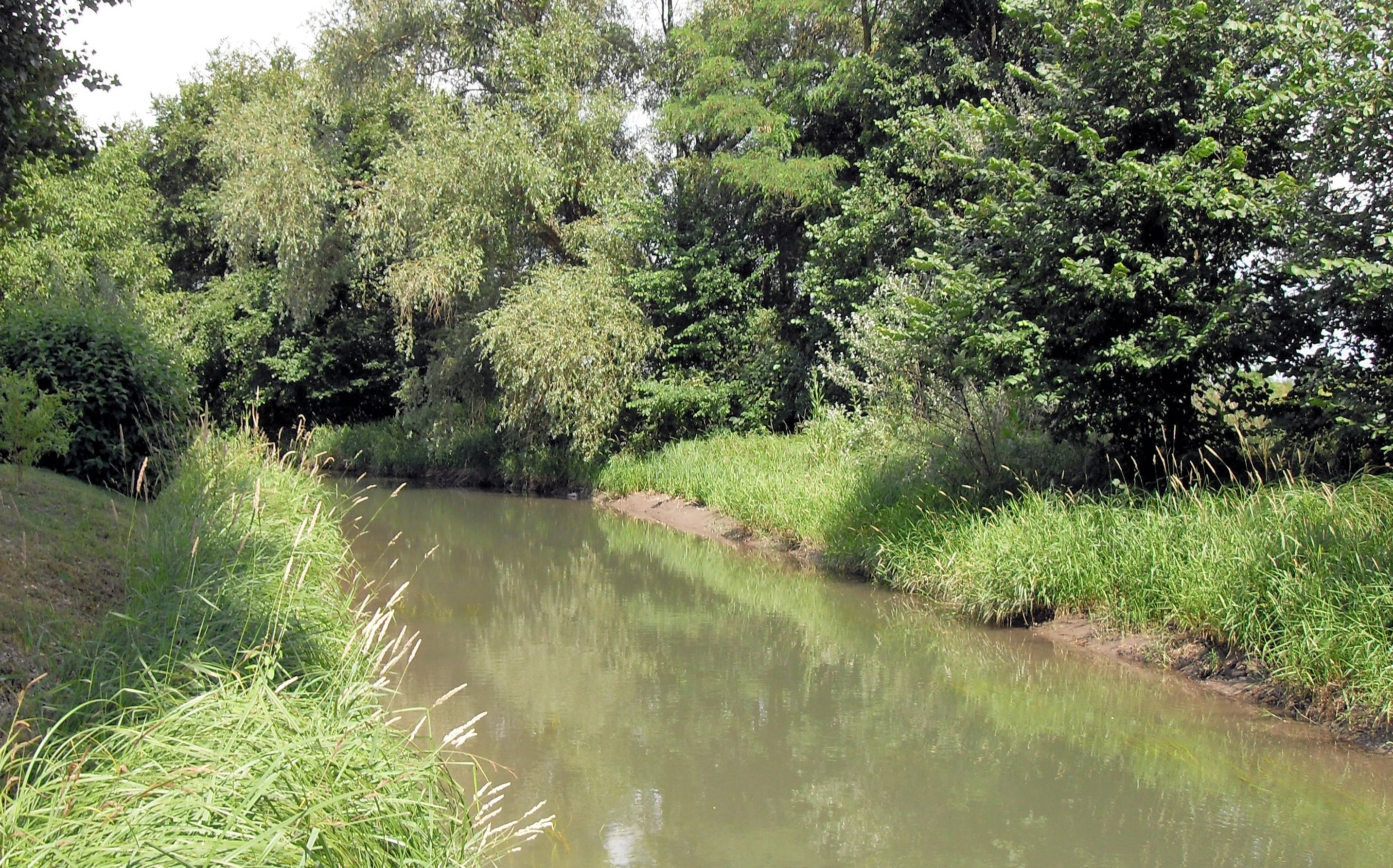
Der heutige Kanal bei Weckolsheim ist ein verkrautetes Fließgewässer

Der Canal de Vauban (ursprünglich Canal de Rouffach, später Canal de Neuf-Brisach) ist ein ehemaliger französischer Schifffahrtskanal, der im Département Haut-Rhin in der Region Elsass errichtet wurde und dessen Relikte heute noch zu sehen sind. Er wurde als Canal de Rouffach in den Jahren 1698 bis 1702 unter der Leitung des französischen Festungsbaumeisters Vauban durch Ingenieur Jean-Baptiste Régemortes mit der Zielsetzung errichtet, das erforderliche Baumaterial für die neu zu schaffende Festungsstadt Neuf-Brisach aus den Vogesen heranzuschaffen.

## Geschichtlicher Hintergrund
Während des Dreißigjährigen Kriegs eroberte Frankreich im Jahre 1639 die Stadt Breisach. Der Frieden von Rijswijk 1697, der den Pfälzischen Erbfolgekrieg beendete, bestimmte jedoch die Rückgabe der rechtsrheinischen Gebiete an Österreich. Ludwig XIV. sah sich gezwungen, seine nun linksrheinischen Grenzen im Osten zum Schutz des Elsass neu zu befestigen.
Vauban, der geniale Festungsbaumeister des Königs, erhielt 1698 den Auftrag, eine neue Festung zu errichten: etwa drei Kilometer westlich des Rheins und genau gegenüber von Breisach, aber außer Reichweite seiner Kanonen. Vauban schuf auf ebenem und freiem Gelände die gewaltige Zitadelle Neuf-Brisach in Form eines regelmäßigen Achtecks, umgeben von Wällen und Bastionen, mit dreifach gestaffelten Schanzen.

## Geografischer Verlauf
Bei seiner Fertigstellung führte der Kanal vom Ort Rouffach, am Übergang der Vogesen in die Rhein-Ebene, bis nach Neuf-Brisach und mündete westlich der Stadt in den Canal de Widensolen, der das Wasser Richtung Norden weiter transportierte, wo es schließlich vom Fluss Blind aufgenommen wurde. So konnten die nötigen Baumaterialien, insbesondere Steinquader aus den Steinbrüchen der Vogesen, aber auch Kalk und Bauholz rasch und einfach mit Schiffen an die Baustelle befördert werden. Nach Fertigstellung der Festung Neuf-Brisach wurde der westliche Teil des Kanals wieder zugeschüttet, sodass seine Reste heute nur noch zwischen Oberhergheim und Neuf-Brisach, sowie ein Wasserversorgungskanal zwischen Ensisheim und Oberhergheim zu sehen sind. Im 19. Jahrhundert ist auch eine Anbindung an den Rhein-Rhône-Kanal erfolgt, der östlich an der Stadt Neuf-Brisach vorbeiläuft. In diesem Abschnitt des Rhein-Rhône-Kanals ist aber heute die Schifffahrt ebenfalls schon aufgelassen.

## Technische Charakteristik
Der Kanal wies eine Gesamtlänge von 37 Kilometern auf, der Wasserweg war zehn Meter breit und 1,50 Meter tief. Die Lauch und die Ill überquerte der Kanal auf hölzernen Aquädukten. Er verfügte über etwa 15 Schleusen, die eine Dimension von 40 × 10 Metern aufwiesen. Für den Transport des Baumaterials wurde der eigens entwickelte Schiffstyp „Bateau de Neuf-Brisach“ verwendet. Dieser hatte eine Abmessung von maximal 20 × 5 Metern und konnte daher im „Viererpaket“ geschleust werden.
Die Wasserversorgung des Kanals erfolgte durch Ableitungen aus der Lauch, der Vieille Thur und aus dem Quatelbach. Dieser aus dem Mittelalter stammende künstliche Wasserlauf entsteht in Mülhausen und mündete damals bei Ensisheim in die Ill. Der Quatelbach wurde im Zuge der Bauarbeiten zum Canal de Rouffach weiter geleitet, den er bei Oberhergheim erreichte. Der Abschnitt zwischen Ensisheim und Oberhergheim führt heute ebenfalls den Namen Canal Vauban und ist offenbar in die Längenberechnung des Kanals integriert, obwohl er hier als schiffbarer Kanal eigentlich nie fungierte, sondern lediglich als Wasserzulaufkanal.

## Wirtschaftliche Entwicklung
Obwohl Vauban in seiner Planung eine langfristige wirtschaftliche Nutzung des Canal de Rouffach vorsah, wurde der Abschnitt westlich der Ill bereits 1703 auf Befehl von Maréchal Catinat, Befehlshaber der elsässischen Truppen im Spanischen Erbfolgekrieg, wieder zugeschüttet. Der Kanal wurde danach in Canal de Neuf-Brisach umbenannt und bis etwa 1760 genutzt. Erst Napoleon I. gab ihm den Namen Canal Vauban, um den großen Festungsbaumeister zu ehren.